# Municipio de Southampton (Nueva Jersey)
El municipio de Southampton (en inglés: Southampton Township) es un municipio ubicado en el condado de Burlington en el estado estadounidense de Nueva Jersey. En el año 2010 tenía una población de 10.464 habitantes y una densidad poblacional de 91,23 personas por km².

## Geografía
El municipio de Southampton se encuentra ubicado en las coordenadas 39°54′35″N 74°42′46″O / 39.90972, -74.71278.

## Demografía
Según la Oficina del Censo en 2000 los ingresos medios por hogar en el municipio eran de $44,419 y los ingresos medios por familia eran $57,419. Los hombres tenían unos ingresos medios de $45,785 frente a los $30,134 para las mujeres. La renta per cápita para la localidad era de $26,977. Alrededor del 3.9% de la población estaba por debajo del umbral de pobreza.